# Varga János (agrármérnök)
Varga János (Budafok, 1926. június 26. – Mosonmagyaróvár, 1996. augusztus 12.) magyar agrármérnök, egyetemi tanár.

## Élete
Paraszti családba született. Közép-, majd felsőfokú tanulmányai végeztével 1950-ben szerzett mezőgazdasági mérnöki oklevelet a gödöllői Magyar Agrártudományi Egyetemen. Már utolsó éves hallgatóként gyakornokként dolgozott az egyetemén, majd 1951-ben tanársegédi kinevezést kapott; közben, 1950-1951 közt az egyetemhez tartozó Gyulatanyai Állami gazdaságban is dolgozott mint segédagronómus.
1953-tól 1957-ig a moszkvai Tyimirzajev Mezőgazdasági Akadémia aspiránsa volt, hazatérése után pedig a mosonmagyaróvári Mezőgazdasági Akadémián helyezkedett el; ugyanabban az évben megszerezte lett a mezőgazdaság-tudomány kandidátusa címet. 1959-től az intézmény igazgatójaként tevékenykedett, mint egyetemi docens, amikor pedig 1962-ben az akadémiát agrártudományi főiskolává szervezték át, annak három évre ő lett az első rektora.
1965–1968 közt rektorhelyettes, majd a mezőgazdaság-tudományi kar dékánja, 1970–1976 közt pedig a Keszthelyi Agrártudományi Egyetem rektora volt, már mint egyetemi tanár. 1975. június 15. és 1985. április 19. között országgyűlési képviselőként is tevékenykedett, mandátumát előbb öt évre Győr-Sopron megye 8., 1980. június 8-án pedig a megye 9. számú egyéni választókerületében szerezte meg. Tagja volt a Magyar Szocialista Munkáspártnak. 1986-ban vonult nyugdíjba.
Tudományos kutatóként munkásságának tárgya elsősorban a rét- és legelőművelés, valamint a vegyszeres gyomirtás volt. Munkájáról értékes közleményekben számolt be, külföldön is tartott előadásokat.